# مركز أبحاث النخيل والتمور
مراكز أبحاث النخيل والتمور هو مركز يهدف إلى تحسين إنتاجية النخيل وجـودة التمور ويكون إنتاج التمور خاليا من الملوثات.

## النشأة
تم إنشاء مركز أبحاث النخيل والتمور بجامعة الملك فيصل بالأحساء في عام 1403 هـ  1983 م، وفي عام 1428 هـ ضمت ووزارة التعليم العالي هذا المركز إلى مراكز التميز البحثي بالوزارة.

## مهام المركز
- يقوم المركز بلقاءات وورش العمل مع المهتمين بالنخيل والتمور لتحديد التوجهات المستقبلية للمركز بما يتماشى مع الخطط التنموية للسعودية.
- العمل على إيجاد أسواق جديده لمنتجات التمور.
- تشكيل مجلس أدارة للمركز أعضاء من المسؤولين والعاملين في قطاع النخيل والتمور من القطاعين العام والخاص أضافة إلى هيئة استشارية علمية تضم في عضويتها خبراء من خارج وداخل المملكة.
- يسعى المركز في توجيه جهوده إلى تحسين إنتاجية النخيل وجـودة التمور وإنتاج تمور خالية من الملوثات .
- يعمل المركز على إيجاد طرق وتقنيات جديده لمنتجات تمور ذات قيمة مضافة.

## رؤية المركز ورسالة
```
يسعى المركز ليكون من رواد البحث في هذا المكال ويكون معترف به 
إقليميا
 وعالميا ويكون مركز متميز في أبحاث النخيل والتمور لازدهار النخيل والتمور السعودية 
والخليج العربي
 وذلك لتحقيق أعلى إنتاجية حسب معايير الجودة .
```

## أهداف المركز
- إجراء بحوث علمية مبتكرة ذات جودة عالية.
- إيجاد حلول مبتكرة للتغلب على المعوقات التي تواجه قطاع النخيل والتمور.
- العمل على إيجاد دعم مالي متعدد المصادر لضمان استدامة تميز المركز.
- التعاون العلمي والتبادل المعرفي المحلي والعالمي في قطاع النخيل والتمور.
- إيجاد طرق وحلول حول ترشيد مياه الري المستخدمة في زراعة النخيل .[1]
- مقاومة سوسة النخيل الحمراء.